# ジェフ・クライン (レーサー)

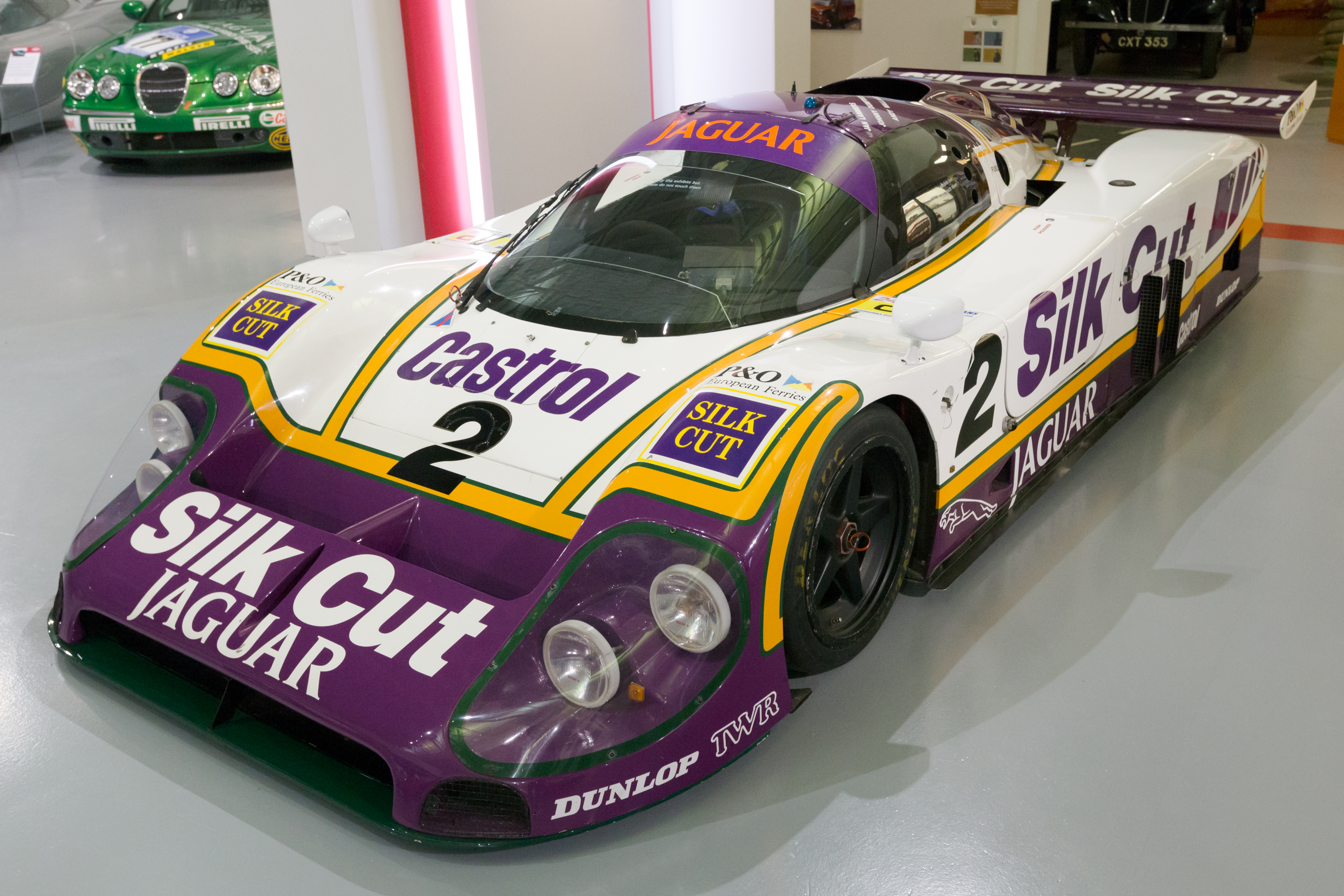
ル・マン24時間レースに出場したジャガー・XJR-9。クラインもこのマシンで出場した。

ジェフ・クライン（Jeff Kline、1944年2月25日 - ）はアメリカの元レースドライバー。

## 経歴
クラインは、1980年代に北米で活躍する著名なスポーツカードライバーの1人となり、IMSA-GTおよびIMSA-GTPシリーズで最大の成功を収めた。 1980年にチームメイトのウォルト・ボーレンに次ぐマツダ・RX-7GTUクラスの総合順位で2位となる。 再びRX-7で、1984年にも総合3位で終えることができた。 
セブリング12時間レースでの、3回クラス優勝を含む、19回のクラス優勝を引退までの間に達成。1980年ロードアトランタで開催されたGTU選手権では、総合優勝もしている。

## レース成績

### ル・マン24時間レース
| 年     | チーム                                                    | コ・ドライバー                          | 使用車両          | クラス | 周回 | 総合順位 | クラス順位 |
| ------ | --------------------------------------------------------- | --------------------------------------- | ----------------- | ------ | ---- | -------- | ---------- |
| 1989年 | シルクカット・ジャガー トム・ウォーキンショー・レーシング | デレック・デイリー デイビー・ジョーンズ | ジャガー・XJR-9LM | C1     | 85   | DNF      | DNF        |